# Stare Kichary
Stare Kichary – wieś sołecka w Polsce położona w województwie świętokrzyskim, w powiecie sandomierskim, w gminie Dwikozy.
W latach 1975–1998 miejscowość administracyjnie należała do województwa tarnobrzeskiego.

## Historia
Kichary, wieś włościańska i osada młynarska nad rzeką Opatówką w powiecie sandomierskim, gminie Wilczyce, parafii Góry Wysokie. 
W 1827 r. było tu 31 domów 212 mieszkańców. W roku 1883 było 77 domów i 368 mieszkańców oraz 880 mórg ziemi włościańskiej i 21 mórg przy osadzie młynarskiej.
Od XVII wieku wieś stanowiła własność klasztoru benedyktynek w Sandomierzu aż do czasów kasaty 1819 r.
W dawnych dokumentach wieś pisano niekiedy Kuchary.  Około 1350 r. dziedzicem Kichar był Bartko, mieszczanin sandomierski. Świadczy o tym kamień grobowy w przedsionku kościoła katedralnego w Sandomierzu od strony północnej z napisem łacińskim bardzo wytartym.

Około 1578 r. dziedzicem wsi był Kacper Stanisławski, był tu 1 łan, 2 osadników i 1 komornik. 
Od Stanisławskiego przeszły Kichary do Jacka Młodziejowskiego, podskarbiego nadwornego koronnego, starosty krzeczowskiego i Piaseckiego, który następnie sprzedał je Prokopowi z Granowa Sieniawskiemu, marszałkowi nadwornemu koronnemu, staroście ratyńskiemu. Po jego śmierci wdowa Elżbieta z Gostomskich z Leżenic Sieniawska zapisała Kichary klasztorowi benedyktynek sandomierskich w roku 1616.
Po spaleniu się 1623 r. Sandomierza, a z nim drewnianego klasztoru i kościoła benedyktynek, zakonnice były zmuszone przenieść się do Kichar, jako dziedzicznych dóbr fundatorki klasztoru, zgromadzenie mieszkało tu przez pięć lat, zamieniwszy zameczek na klasztor. 
W początkach września 1624 r. Bogusław Radoszewski, biskup kijowski i opat świętokrzyski konsekrował 8 września tego roku w kościele górskim  Zofię Sieniawską na ksienię zakonu.